# Boryeong
Boryeong, (Hán Việt: Bảo Ninh) là một thành phố thuộc tỉnh Chungcheong Nam tại Hàn Quốc. Thành phố nằm bên Hoàng Hải. Boryeong nằm trên tuyến đường sắt Janghang, nối với thủ đô Seoul qua tuyến đường sắt Gyeongbu. Thành phố cũng có thể kết nối với đường cao tốc Seohaean. Boryeong được biết đến tại Hàn Quốc với các bãi biển, đặc biệt là bãi biển Daecheon, và lễ hội bùn được tổ chức thường niên vào tháng 7, Lễ hội bùn Boryeong. Cũng như những nơi khác tại bờ biển tây nam bán đảo Triều Tiên, thành phố có nhiều hòn đảo nhỏ, một số đảo được nối với đất liền qua cảng Daecheon.
Boryeong có ranh giới như hiện nay từ năm 1995, với việc sáp nhập huyện Boryeong và thành phố Daecheon. Tước đó, 2 thực thể này bị tách ra vào năm 1986, và trước đó mang tên Boryeong từ thời nhà Lý.

## Thành phố kết nghĩa
- Thanh Phố, Thượng Hải, Trung Quốc
- Shoreline, Washington, Hoa Kỳ